# Musculus scalenus medius

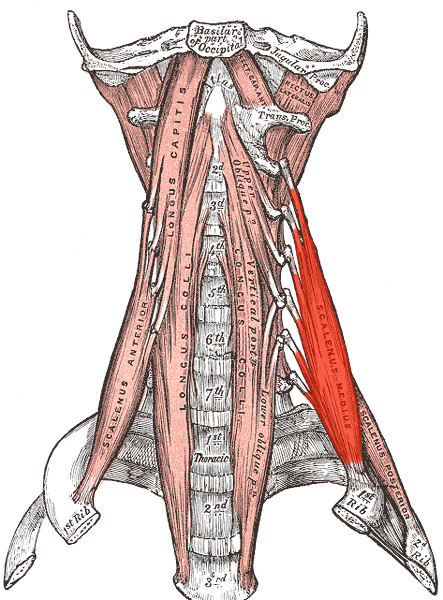
Musculus scalenus medius

Musculus scalenus medius je šikmý či kloněný sval hlubokých partií krku, pro který se používá pouze latinského názvosloví. Sval patří do skupiny šikmých svalů krčních, spolu s musculus scalenus anterior a posterior.

## Uložení
Sval jde z celého rozsahu krční páteře, tj. od 2. (méně častěji od 1.) do 7. krčního obratle, na první žebro, kam se upíná za žlab pro jednu z hrudních tepen (sulcus arteria subclaviae). Někdy dosahuje i na druhé žebro. Jmenovaná tepna a. subclavia zde prostupuje v charakteristickém místě zvaném fissura scalenorum spolu s nervovou pletení pažní (plexus brachialis)
Sval může ojediněle chybět.

## Inervace
Jako ostatní kloněné svaly je inervován z předních (ventrálních) větví krčních míšních nervů (rr.ventrales), konkrétně ze segmentu C3 (C2) - C8.

## Funkce
- při jednostranné akci: úklon páteře na stranu stahu a otáčení páteře na stranu opačnou
- při oboustranné akci: předklon krční páteře
- při fixované páteři: zdvíhá 1. žebro ve funkci pomocného svalu dýchacího, zejména při klidném dýchání, při pomocné inspiraci se ze všech tří šikmých svalů účastní nejvíce